# Coriolan Pop (politician, 1926)
Coriolan Pop (n. 3 noiembrie 1926, Cehăluț, România) a fost inginer, primar al orașului Timișoara din 1968 până în 1971, prim-secretar al Comitetului municipal al P.C.R. și presedintele Comitetului executiv al Consiliului popular municipal Timișoara.
În 1969 a fost decorat cu Ordinul „Steaua Republicii Socialiste România”, clasa a III-a.